# Несамовитий (фільм, 1988)
«Несамовитий» (англ. Frantic) — американо-французький неонуарий містичний трилер 1988 року режисера Романа Поланські з Гаррісоном Фордом і Еммануель Сеньє в головних ролях. Музику до фільму написав Енніо Морріконе.

## Сюжет
Доктор Річард Вокер — хірург, який приїхав до Парижу зі своєю дружиною Сондрою на медичну конференцію. У готелі вона не може відімкнути свою валізу, і Вокер вирішує, що в аеропорту вона взяла переплутала валізи. Поки Вокер приймає душ, Сондра отримує телефонний дзвінок, який Вокер не чує, і за таємничих обставин вона зникає з їхнього готельного номера.
Все ще страждаючи від десинхрозу, Вокер шукає дружину в готелі, звернувшись до ввічливого, але здебільшого байдужого персоналу, а згодом виходить на вулицю і шукає її сам. У кафе його підслуховує п'яниця, який розповідає, що бачив, як Сондру силоміць заштовхали в машину в сусідньому провулку. Вокер налаштований скептично, поки не знаходить на бруківці браслет своєї дружини. Він звертається до паризької поліції та посольства США, але їхні відповіді носять бюрократичний характер, і надії на те, що хтось почне її шукати, мало. Продовжуючи пошуки самостійно, Вокер натрапляє на місце вбивства, де стикається з безпритульною молодою Мішель, яка в аеропорту переплутала валізу Сондри зі своєю. Він розуміє, що Мішель — професійний контрабандист наркотиків, але йому байдуже і він не знає, для яких тіньових дилерів вона працює. Мішель неохоче допомагає Вокеру в його спробі дізнатися, що було упаковано в її підміненій валізі, і як обміняти вміст на повернення його викраденої дружини.
Після відвідин квартири Мішель, готельного номера Вокера та занедбаних кабаре з'ясовується, що контрабандний вміст — це не наркотики, а критрон, електронний перемикач, який використовується як детонатор для ядерної зброї, викрадений і прихований всередині сувенірної копії Статуї Свободи за наказом агентів якоїсь арабської країни. Американське посольство, співпрацюючи з ізраїльськими агентами, хоче заволодіти дорогоцінним пристроєм, і смерть Сондри вони розглядають як допустимий сценарій заради виконання місії. Щоб врятувати дружину, Вокер об'єднує зусилля з Мішель, яка зацікавлена лише в отриманні зарплати.
Фільм закінчується протистоянням на Лебединому острові, посеред Сени, поруч із копією паризької Статуї Свободи, де Сондру мають звільнити в обмін на критрон. Однак починається перестрілка між арабськими агентами, які мали отримати дорогоцінний пристрій, та ізраїльськими секретними агентами Моссаду, які вистежили їх. Араби гинуть під перехресним вогнем, але Мішель теж отримує поранення і помирає невдовзі після того, як встигла покласти критрон у кишеню Вокера. Розлючений Вокер показує критрон ізраїльським агентам перед тим, як викинути його в Сену. Він забирає тіло Мішель, готовий покинути Париж разом із дружиною.

## Акторський склад
| Актор           | Роль                            |
| --------------- | ------------------------------- |
| Гаррісон Форд   | Річард Вокер                    |
| Еммануель Сеньє | Мішель                          |
| Бетті Баклі     | Сондра Вокер                    |
| Жерар Кляйн     | Гайяр                           |
| Джон Махоні     | співробітник Посольства Вільямс |

## Виробництво
Зйомки проходили в Парижі, екстер'єри знімали біля готелю Le Grand на вулиці Скріб у 9-му окрузі. Також у фільмі з'явилося лобі готелю. Зйомки також проходили на Лебединому острові у Сені.

## Випуск
Прем'єра відбулася у Великій Британії 16 лютого 1988 року, 26 лютого фільм вийшов у США та 30 березня у — Франції.
1 червня 2004 року фільм був випущений на DVD.